# François de Larderel
Francois Jacques de Larderel (né le 17 novembre 1789 à Vienne et mort le 5 juin 1858) est un ingénieur français, émigré en Toscane dans la ville de Larderello qui porte son nom. Il est considéré comme le père de la géothermie. 

## Éléments biographiques
Fils d'un négociant viennois, Francois de Larderel naît dans la paroisse Saint-Sévère de cette même ville. François-Jacques de Larderel était fils d'Abel Philibert et d'Antoinette née Alcoque. Il épouse, en 1815, sa cousine germaine, Marie-Pauline Morand (1790-1868). 
Arrivé de son Dauphiné natal pour s'installer à Livourne, il met au point en 1818 la technique permettant de recueillir la vapeur émise par les lagoni et de la faire sortir à une pression suffisante pour alimenter les chaudières d'évaporation nécessaires à l'extraction de l'acide borique des boues naturellement riches en substances boriquées. La technique sera perfectionnée autour de 1827, puis en 1833, lorsque seront effectués les premiers travaux de forage qui permettront d'augmenter la quantité de vapeur qui, plus tard, conduira à produire de l'électricité.
Grâce à ses innovations continues, François de Larderel parvient rapidement à édifier un patrimoine économique important, dont bénéficiera notamment un hameau proche de Pomarance, où celui-ci avait élu résidence et qu'il avait remodelé en fonction de ses convictions capitalistes paternalistes. De nombreux emplois furent créés et l'industriel se lança dans des activités de mécénat et de philanthropie.
Les mérites de Larderel furent récompensés par le grand-duc Léopold II de Habsbourg-Toscane, qui le fit comte de Montecerboli (du nom du siège de l'établissement d'origine créé en 1818) et rebaptisa en 1846, en son honneur, le hameau où était situé le noyau de l'agglomération industrielle, qui devint Larderello, aujourd'hui intégré administrativement à Pomarance .
Enfin, dans les années 1830, le comte fit construire à Livourne le somptueux palais familial, agrandi par la suite et orné d'une imposante façade néo-classique couronnée d'un tympan où figurent des symboles du commerce, de la mécanique et de l'agriculture.

## Descendance
Il a eu 8 enfants (5 fils et 3 filles). L'une de ses petites-filles, Bianca Enrichetta de Larderel (1856-1942), épouse à Florence en 1873, Vittorio Emanuele Guerrieri di Mirafiori, fils naturel du premier roi de l'Italie unie, Victor-Emmanuel II de Savoie, et de sa maîtresse puis épouse morganatique, Rosa Teresa Vercellana.
Son fils Frédéric François (1815-1876) poursuit son action, suivi par son petit-fils Florestan (1848-1925). Ce dernier implanta à Larderello le raffinage de l'acide borique.